# مادلين زيما
مادلين زيما (بالإنجليزية: Madeline Zima)‏‏ (16 سبتمبر 1986) هي ممثلة أمريكية. بدأت مسيرتها الفنية سنة 1992، واشتهرت بدورها في مسلسل المربية.

## روابط خارجية
- مادلين زيما على موقع IMDb (الإنجليزية)
- مادلين زيما على موقع ألو سيني (الفرنسية)
- مادلين زيما على موقع تيرنر كلاسيك موفيز (الإنجليزية)
- مادلين زيما على موقع أول موفي (الإنجليزية)
- مادلين زيما على موقع قاعدة بيانات الأفلام السويدية (السويدية)
- مادلين زيما على موقع إن إن دي بي (الإنجليزية)
- مادلين زيما على موقع قاعدة بيانات الفيلم (الإنجليزية)
- مادلين زيما على موقع كينوبويسك (الروسية)